# Deutsche Fußballmeisterschaft 1978 (Frauen)
Die deutsche Fußballmeisterschaft 1978 der Frauen war die fünfte deutsche Fußballmeisterschaft, die der DFB seit 1974 im Frauenfußball ausrichtete. Deutscher Meister im Frauenfußball wurde 1978 der SC 07 Bad Neuenahr. Im Finale schlug man den FC Hellas Marpingen mit 2:0 und 0:1. Für den SC 07 war es die erste und bisher einzige Meisterschaft.

## Teilnehmer
Folgende Mannschaften haben sich als beste Mannschaft ihres Landesverbandes für die Endrunde qualifiziert:
| Regionalverband Nord                                                                                                 | Regionalverband West                                                                   | Regionalverband Südwest                                                                  | Regionalverband Süd | Berlin          |
| - Bremen: TSV Wulsdorf - Hamburg: Farmsener TV - Niedersachsen: Rotenburger SV - Schleswig-Holstein: Rendsburger TSV | - Mittelrhein: Rot-Weiß Berrendorf - Niederrhein: KBC Duisburg - Westfalen: TSV Siegen | - Rheinland: SC 07 Bad Neuenahr - Saarland: FC Hellas Marpingen - Südwest: TuS Wörrstadt | - Baden: SV Schlierstadt - Bayern: Bayern München - Hessen: Kickers Offenbach - Südbaden: SC Freiburg - Württemberg: VfL Schorndorf | - BFC Meteor 06 |

## Übersicht
|  | Achtelfinale        | Achtelfinale      | Achtelfinale |                    |   | Viertelfinale | Viertelfinale | Viertelfinale |  |  | Halbfinale | Halbfinale | Halbfinale |  |  | Finale | Finale | Finale |
|  |                     |                   |              |                    |   |               |               |               |  |  |            |            |            |  |  |        |        |        |
|  | SC 07 Bad Neuenahr  | 6                 | 3            |                    |   |               |               |               |  |  |            |            |            |  |  |        |        |        |
|  | Rendsburger TSV     | 0                 | 1            |                    |   |               |               |               |  |  |            |            |            |  |  |        |        |        |
|  | Rendsburger TSV     | 0                 | 1            | SC 07 Bad Neuenahr | 1 | 2             |               |               |  |  |            |            |            |  |  |        |        |        |
|  |                     |                   |              | SC 07 Bad Neuenahr | 1 | 2             |               |               |  |  |            |            |            |  |  |        |        |        |
|  |                     | SC Freiburg       | 1            | 1                  |   |               |               |               |  |  |            |            |            |  |  |        |        |        |
|  | SC Freiburg         | SC Freiburg       | 1            | 1                  | 4 | 1             |               |               |  |  |            |            |            |  |  |        |        |        |
|  | SC Freiburg         |                   |              |                    | 4 | 1             |               |               |  |  |            |            |            |  |  |        |        |        |
|  | VfL Schorndorf      | 1                 | 1            |                    |   |               |               |               |  |  |            |            |            |  |  |        |        |        |
|  | VfL Schorndorf      | 1                 | 1            | SC 07 Bad Neuenahr | 0 | 2             |               |               |  |  |            |            |            |  |  |        |        |        |
|  |                     |                   |              |                    |   |               |               |               |  |  |            |            |            |  |  |        |        |        |
|  |                     | KBC Duisburg      | 0            | 0                  |   |               |               |               |  |  |            |            |            |  |  |        |        |        |
|  | Rot-Weiß Berrendorf | KBC Duisburg      | 0            | 0                  | 0 | 0             |               |               |  |  |            |            |            |  |  |        |        |        |
|  | Rot-Weiß Berrendorf |                   |              |                    | 0 | 0             |               |               |  |  |            |            |            |  |  |        |        |        |
|  | KBC Duisburg        | 2                 | 3            |                    |   |               |               |               |  |  |            |            |            |  |  |        |        |        |
|  | KBC Duisburg        | 2                 | 3            | KBC Duisburg       | 3 | 0             |               |               |  |  |            |            |            |  |  |        |        |        |
|  |                     |                   |              | KBC Duisburg       | 3 | 0             |               |               |  |  |            |            |            |  |  |        |        |        |
|  |                     | Farmsener TV      | 2            | 0                  |   |               |               |               |  |  |            |            |            |  |  |        |        |        |
|  | SV Schlierstadt     | Farmsener TV      | 2            | 0                  | 0 | 1             |               |               |  |  |            |            |            |  |  |        |        |        |
|  | SV Schlierstadt     |                   |              |                    | 0 | 1             |               |               |  |  |            |            |            |  |  |        |        |        |
|  | Farmsener TV        | 0                 | 3            |                    |   |               |               |               |  |  |            |            |            |  |  |        |        |        |
|  | Farmsener TV        | 0                 | 3            | SC 07 Bad Neuenahr | 2 | 0             |               |               |  |  |            |            |            |  |  |        |        |        |
|  |                     |                   |              |                    |   |               |               |               |  |  |            |            |            |  |  |        |        |        |
|  |                     | Hellas Marpingen  | 0            | 1                  |   |               |               |               |  |  |            |            |            |  |  |        |        |        |
|  | TSV Siegen          | Hellas Marpingen  | 0            | 1                  | 1 | 3             |               |               |  |  |            |            |            |  |  |        |        |        |
|  | TSV Siegen          |                   |              |                    | 1 | 3             |               |               |  |  |            |            |            |  |  |        |        |        |
|  | TuS Wörrstadt       | 1                 | 0            |                    |   |               |               |               |  |  |            |            |            |  |  |        |        |        |
|  | TuS Wörrstadt       | 1                 | 0            | TSV Siegen         | 0 | 1             |               |               |  |  |            |            |            |  |  |        |        |        |
|  |                     |                   |              | TSV Siegen         | 0 | 1             |               |               |  |  |            |            |            |  |  |        |        |        |
|  |                     | Kickers Offenbach | 1            | 2                  |   |               |               |               |  |  |            |            |            |  |  |        |        |        |
|  | BFC Meteor 06       | Kickers Offenbach | 1            | 2                  | 1 | 0             |               |               |  |  |            |            |            |  |  |        |        |        |
|  | BFC Meteor 06       |                   |              |                    | 1 | 0             |               |               |  |  |            |            |            |  |  |        |        |        |
|  | Kickers Offenbach   | 0                 | 2            |                    |   |               |               |               |  |  |            |            |            |  |  |        |        |        |
|  | Kickers Offenbach   | 0                 | 2            | Kickers Offenbach  | 1 | 1             |               |               |  |  |            |            |            |  |  |        |        |        |
|  |                     |                   |              |                    |   |               |               |               |  |  |            |            |            |  |  |        |        |        |
|  |                     | Hellas Marpingen  | 1            | 2                  |   |               |               |               |  |  |            |            |            |  |  |        |        |        |
|  | TSV Wulsdorf        | Hellas Marpingen  | 1            | 2                  | 0 | 0             |               |               |  |  |            |            |            |  |  |        |        |        |
|  | TSV Wulsdorf        |                   |              |                    | 0 | 0             |               |               |  |  |            |            |            |  |  |        |        |        |
|  | Hellas Marpingen    | 3                 | 4            |                    |   |               |               |               |  |  |            |            |            |  |  |        |        |        |
|  | Hellas Marpingen    | 3                 | 4            | Hellas Marpingen   | 2 | 1             |               |               |  |  |            |            |            |  |  |        |        |        |
|  |                     |                   |              | Hellas Marpingen   | 2 | 1             |               |               |  |  |            |            |            |  |  |        |        |        |
|  |                     | Bayern München    | 2            | 0                  |   |               |               |               |  |  |            |            |            |  |  |        |        |        |
|  | Rotenburger SV      | Bayern München    | 2            | 0                  | 1 | 1             |               |               |  |  |            |            |            |  |  |        |        |        |
|  | Rotenburger SV      |                   |              |                    | 1 | 1             |               |               |  |  |            |            |            |  |  |        |        |        |
|  | Bayern München      | 6                 | 1            |                    |   |               |               |               |  |  |            |            |            |  |  |        |        |        |

## Achtelfinale
Die jeweils erstgenannte Mannschaft hatte im Hinspiel Heimrecht. Die Hinspiele fanden am 7., die Rückspiele am 15. Mai 1978 statt.
|                     | Gesamt |                     | Hinspiel | Rückspiel |
| ------------------- | ------ | ------------------- | -------- | --------- |
| Rot-Weiß Berrendorf | 0:5    | KBC Duisburg        | 0:2      | 0:3       |
| SV Schlierstadt     | 1:3    | Farmsener TV        | 0:0      | 1:3       |
| TSV Wulsdorf        | 0:7    | FC Hellas Marpingen | 0:3      | 0:4       |
| BFC Meteor 06       | 1:2    | Kickers Offenbach   | 1:0      | 0:2       |
| TSV Siegen          | 4:1    | TuS Wörrstadt       | 1:1      | 3:0       |
| Rotenburger SV      | 2:7    | Bayern München      | 1:6      | 1:1       |
| SC Freiburg         | 5:2    | VfL Schorndorf      | 4:1      | 1:1       |
| SC 07 Bad Neuenahr  | 9:1    | Rendsburger TSV     | 6:0      | 3:1       |

## Viertelfinale
Die jeweils erstgenannte Mannschaft hatte im Hinspiel Heimrecht. Die Hinspiele fanden am 21., die Rückspiele am 27. und 28. Mai 1978 statt.
|                    | Gesamt |                   | Hinspiel | Rückspiel |
| ------------------ | ------ | ----------------- | -------- | --------- |
| KBC Duisburg       | 3:2    | Farmsener TV      | 3:2      | 0:0       |
| TSV Siegen         | 1:3    | Kickers Offenbach | 0:1      | 1:2       |
| SC 07 Bad Neuenahr | 3:2    | SC Freiburg       | 1:1      | 2:1       |
| FC Marpingen       | 3:2    | Bayern München    | 2:2      | 1:0       |

## Halbfinale
Die jeweils erstgenannte Mannschaft hatte im Hinspiel Heimrecht. Die Hinspiele fanden am 4., die Rückspiele am 11. Juni 1978 statt.
|                    | Gesamt |              | Hinspiel | Rückspiel |
| ------------------ | ------ | ------------ | -------- | --------- |
| Kickers Offenbach  | 2:3    | FC Marpingen | 1:1      | 1:2       |
| SC 07 Bad Neuenahr | 2:0    | KBC Duisburg | 0:0      | 2:0       |

## Finale

### Hinspiel
| SC 07 Bad Neuenahr                                                    | SC 07 Bad Neuenahr | FC Hellas Marpingen | FC Hellas Marpingen |
| --------------------------------------------------------------------- | --- | --- | ------------------- |
| SC 07 Bad Neuenahr                                                    | \| Samstag, 17. Juni 1978 in Bad Neuenahr-Ahrweiler (Apollinarisstadion) \| \| Ergebnis: 2:0 (1:0) \| \| Zuschauer: 1.500 \| \| Schiedsrichter: Dieter Dreher (Darmstadt) \|                                                                        | \| Samstag, 17. Juni 1978 in Bad Neuenahr-Ahrweiler (Apollinarisstadion) \| \| Ergebnis: 2:0 (1:0) \| \| Zuschauer: 1.500 \| \| Schiedsrichter: Dieter Dreher (Darmstadt) \|                                               | FC Hellas Marpingen |
| SC 07 Bad Neuenahr                                                    | Maria Breuer – Käthe Weyer – Brigitte Esch (43. Anneliese Bünning), Christel Schreiber (50. Pia Kullmann), Evi Eisenhuth – Irmgard Richelmann, Ilse Förster, Christa Nüsser – Bärbel Wohlleben, Marita Pütz, Regine Keller Cheftrainer: Rolf Kleser | Annelie Laub – Gertrud Kreuz – Monika Heinze, Antje Backes, Elke Massone – Ina Ruschmann (22. Christine Schirra), Petra Glod, Steffi Scheid, Christel Schikofsky – Marlen Engel, Astrid Gessner Cheftrainer: Horst Scherer | FC Hellas Marpingen |
| SC 07 Bad Neuenahr                                                    | 1:0 Christa Nüsser (12.) 2:0 Christa Nüsser (45.) | | FC Hellas Marpingen |
| Samstag, 17. Juni 1978 in Bad Neuenahr-Ahrweiler (Apollinarisstadion) | | |                     |
| Ergebnis: 2:0 (1:0)                                                   | | |                     |
| Zuschauer: 1.500                                                      | | |                     |
| Schiedsrichter: Dieter Dreher (Darmstadt)                             | | |                     |

### Rückspiel
| FC Hellas Marpingen                                              | FC Hellas Marpingen | SC 07 Bad Neuenahr | SC 07 Bad Neuenahr |
| ---------------------------------------------------------------- | --- | --- | ------------------ |
| FC Hellas Marpingen                                              | \| Sonntag, 25. Juni 1978 um 14:00 Uhr in Eppelborn (Illtalstadion) \| \| Ergebnis: 1:0 (1:0) \| \| Zuschauer: 4.000 (ausverkauft) \| \| Schiedsrichter: Eberhard Schmoock (Konstanz) \|                 | \| Sonntag, 25. Juni 1978 um 14:00 Uhr in Eppelborn (Illtalstadion) \| \| Ergebnis: 1:0 (1:0) \| \| Zuschauer: 4.000 (ausverkauft) \| \| Schiedsrichter: Eberhard Schmoock (Konstanz) \|                                                            | SC 07 Bad Neuenahr |
| FC Hellas Marpingen                                              | Annelie Laub – Gertrud Kreuz – Christine Schirra, Antje Backes, Monika Heinze – Christel Schikofsky, Elke Massone, Astrid Gessner, Marlen Engel, Steffi Scheid, Ina Ruschmann Cheftrainer: Horst Scherer | Maria Breuer – Ilse Förster – Irmgard Richelmann, Evi Eisenhuth, Christel Schreiber (42. Anneliese Bünning) – Christa Nüsser, Brigitte Esch (56. Pia Kullmann), Bärbel Wohlleben – Marita Pütz, Käthe Weyer, Regine Keller Cheftrainer: Rolf Kleser | SC 07 Bad Neuenahr |
| FC Hellas Marpingen                                              | 1:0 Christel Schreiber (20., Eigentor) | | SC 07 Bad Neuenahr |
| FC Hellas Marpingen                                              | Maria Breuer hält Foulelfmeter von Christel Schikofsky (25.) | | SC 07 Bad Neuenahr |
| Sonntag, 25. Juni 1978 um 14:00 Uhr in Eppelborn (Illtalstadion) | | |                    |
| Ergebnis: 1:0 (1:0)                                              | | |                    |
| Zuschauer: 4.000 (ausverkauft)                                   | | |                    |
| Schiedsrichter: Eberhard Schmoock (Konstanz)                     | | |                    |